# Лобарія широка

Лобарія широка (Lobaria amplissima) — лишайник, що належить до родини Лобарієві (Lobariaceae) і має вразливий природоохоронний статус.

## Опис
Цей гірський лишайник поширений в Європі, Малій Азії, Кавказі, Північній Африці та Новій Зеландії. В Україні його можна знайти у Карпатських гірських лісах. Лобарія широка трапляється поодинці або у невеликих групах. За останні десятиріччя чисельність виду суттєво понизилася, частина місцезнаходжень зникла. Загальною причиною такого зменшення є вирубування гірських лісів та забруднення повітря. Вид морфологічно характеризується широкою, круглою, матовою сланею з коротким опушенням та поверхнею з короткими смугами. Розмножується лобарія широка нестатевим і статевим шляхом.
Заходи з охорони популяцій та збереження природних ресурсів реалізуються в Карпатському НПП, Карпатському БЗ та Ужанському НПП. Необхідно підтримувати стабільний стан популяцій, розширювати систему заповідних об'єктів, включаючи відомі сучасні локалітети виду та проводити заходи для збереження старих лісових масивів.